# Internet Key Exchange
Internet Key Exchange (IKE lub IKE2) – protokół służący do zestawienia bezpiecznego skojarzenia SA (ang. Security Association) pomiędzy dwoma hostami, zwłaszcza w protokole IPsec.
Nawiązanie bezpiecznej sesji IKE przebiega w dwóch fazach:
- Faza 1 – ustanowienia bezpiecznego, uwierzytelnionego kanału komunikacji. Strony przy użyciu protokołu Diffiego-Hellmana ustanawiają wspólny sekretny klucz/hasło wykorzystywany dalej do szyfrowana komunikacji IKE w fazie 2.
- Faza 2 – korzystając z bezpiecznego kanału ustanowionego w fazie 1, strony połączenia występują w imieniu innych usług, takich jak np. IPsec.

Podtrzymanie sesji IKE (pakiety keepalive) może odbywać się w warstwie IKE lub za pomocą protokołu DPD w warstwie IPseca.